# Берга (графство)

Каталонские графства в IX—XII веках

Графство Берга (кат. Comtat de Berga, исп. Condado de Berga, фр. Comté de Berga) — средневековое каталонское графство, существовавшее в X—XII веках, находившееся в вассальной зависимости от графов Сердани. В настоящее время его территория входит в состав испанских комарок Бергеда и Бажес.

## История
Первоначально территория Берги (лат. Pagus Berga) входила в состав графства Сердань.
В феврале 988 года граф Сердани, Конфлана и Бесалу Олиба Кабрета, вероятно, находясь под сильным влиянием святого Ромуальда, отрёкся от престола. В своём завещании, составленном по этому поводу, Олиба передал своих ещё несовершеннолетних детей под опеку папы римского и разделил свои владения между тремя старшими сыновьями: Бернардо I Тальяферро получил графство Бесалу, Вифред II — Сердань и Конфлан, а Олиба — графство Берга и Рипольес.
Однако в 1003 году Олиба отказался от своих владений и избрал духовную карьеру, а Берга и Рипольес достались его младшему брату Вифреду II, который вновь объединил Бергу и Сердань.
После смерти Вифреда II в 1035 году его владения были разделены между сыновьями. Берга опять оказалась выделена в отдельное графство, которое досталось Бернару (Бернату) I. Детей Бернар не оставил, после него Бергу в 1050 году унаследовал младший брат Беренгер Вифред, который, однако, в том же году отказался от графства, предпочтя стать епископом Жероны. В итоге Берга перешла к его старшему брату, графу Сердани Рамону Вифреду, опять войдя в состав Сердани. Графы Сердани носили титул до 1117 года, когда после смерти бездетного Бернар (Бернат) II Сердань, Конфлан и Берга вошли в состав графства Барселона. После этого титул графа Берги исчез, а само графство было преобразовано в округ Берга.
Существовали также виконты Берги, управлявшие городом Берга с начала X и до конца XII века.

## Список графов Берги
- 988—1003: Олиба (971—30 октября 1046), граф Берги и Рипольеса 988—1003, аббат монастырей Санта-Мария-де-Риполь и Сан-Мигель-де-Кюкса с 1008, епископ Вика с 1018, сын Олибы Кабреты, графа Сердани, Конфлана и Бесалу
- 1003—1035: Вифред II (ум. 1050), граф Сердани и Конфлана с 988, граф Берги и Рипольеса с 1003, брат предыдущего
- 1035—1050: Бернар (Бернат) I (ум. 1050), граф Берги с 1035, сын предыдущего
- 1050: Беренгер Вифред  (ум. 1093), граф Берги 1050, епископ Жероны с 1050
- 1050—1068: Раймон Вифред (ум. 1068), граф Сердани и Конфлана с 1035, граф Берги с 1050, брат предыдущего
- 1068—1095: Гильом (Гульельмо) I Раймон (ум. 1095), граф Сердани, Конфлана и Берги с 1068, сын предыдущего
- 1095—1109:  Гильом (Гульельмо) II Журден (ум. 1109), граф Сердани и Конфлана и Берги с 1095, граф Тортосы, сын предыдущего
- 1109—1117: Бернар (Бернат) II (ум. 1117), граф Сердани (Бернар I), Конфлана (Бернар I) и Берги с 1109, брат предыдущего